# Aeroportul Internațional Mariscal Sucre
Aeroportul Internațional Mariscal Sucre (IATA: UIO, ICAO: SEQM) este un aeroport din Quito Metro⁠(d), Pichincha Province⁠(d), Ecuador ce deservește zona Quito. Aeroportul a fost tranzitat în 2022 de 4.300.000 de pasageri. A fost deschis în 20 februarie 2013.
Situat la o altitudine de 2.400 m, aeroportul dispune de 1 pistă. Este operat de Q1413753⁠(d).

## Infrastructură

### Piste
Aeroportul dispune de o singură pistă. Pista 18/36 are suprafața de asfalt și dimensiunile 4.098 m × 45 m. 